# Học viện Thanh thiếu niên Việt Nam
Học viện Thanh Thiếu niên Việt Nam (tiếng Anh: Vietnam Youth Academy) là một Học viện hệ Công lập đào tạo với vai trò bồi dưỡng tư cách đạo đức, lý luận chính trị cho thanh niên Việt Nam. Trường có 2 cơ sở tại Miền Bắc (tại Thủ đô Hà Nội) và Miền Nam (tại thành phố Hồ Chí Minh). Học viện trực thuộc Đoàn Thanh niên Cộng sản Hồ Chí Minh.

## Địa chỉ
Trụ sở chính:
- Học viện Thanh Thiếu niên Việt Nam (cơ sở Miền Bắc):
+ Số 58 đường Nguyễn Chí Thanh, phường Láng Thượng, quận Đống Đa, thành phố Hà Nội, nước Việt Nam.
Phân viện:
- Học viện Thanh Thiếu niên Việt Nam phân viện Miền Nam:
+ Số 261 đường Hoàng Hữu Nam, phường Tân Phú, thành phố Thủ Đức, thành phố Hồ Chí Minh, nước Việt Nam.

## Thông tin liên hệ
- Phía Bắc:

- Số điện thoại: 024 3834 3837, 098 977 0066
- Số fax: 024 3834 3239
- Email: daotao@vya.edu.vn
- Website: www.vya.edu.vn
- Phía Nam:

- Số điện thoại: 028 35357069, 028 54480712
- Số fax: 028 38966914
- Email: pvmn.edu@gmail.com
- Website: www.pvmn.edu.vn

## Lịch sử hình thành
Đúng vào ngày 15/10/1956, lớp huấn luyện cán bộ đầu tiên của Trung ương Đoàn Thanh niên lao động Việt Nam khai mạc, trở thành cột mốc lịch sử đánh dấu bước phát triển mới của Đoàn. Từ đây, Đoàn thanh niên chính thức có một hệ thống đào tạo, bồi dưỡng, tập huấn cán bộ chuyên trách, đáp ứng đòi hỏi của phong trào thanh thiếu nhi cả nước.
Nhìn lại chặng đường phấn đấu, xây dựng và trưởng thành gắn liền với thăng trầm của lịch sử dân tộc và lịch sử công tác Đoàn, phong trào thanh thiếu nhi cả nước có thể thấy được những dấu mốc lịch sử đáng ghi nhớ về Học viện Thanh thiếu niên Việt Nam.
Ngày 15/10/1956, khai mạc lớp huấn luyện cán bộ đầu tiên của Trung ương đoàn, trở thành thời điểm lịch sử đánh dấu sự ra đời của hệ thống đào tạo, bồi dưỡng tập huấn cán bộ Đoàn. Thời kỳ 1956 - 1970, trường mang tên Trường Huấn luyện Cán bộ trực thuộc BCH Trung ương Đoàn với nhiệm vụ chủ yếu là mở các lớp ngắn hạn (từ 3 tháng đến 9 tháng), bồi dưỡng nghiệp vụ công tác Đoàn, Đội cho các tỉnh thành, đoàn phía bắc. Những cán bộ trẻ được tiếp cận với phương pháp, nghiệp vụ công tác thanh thiếu nhi có tính khoa học và hệ thống. Trở về cơ sở, họ áp dụng vàp thực tế công tác tại địa phương, góp phần thúc đẩy công tác Đoàn và phong trào thanh thiếu nhi ngày càng phát triển sôi động và hiệu quả hơn.
Đến năm 1970, Trường Đoàn Trung ương ra đời, được Ban tuyên huấn Trung ương Đảng giao nhiệm vụ đào tạo cán bộ Đoàn có trình độ chính trị trung cấp. Cũng năm đó, Trung ương Đoàn quyết định mở thêm phân hiệu của Trường Đoàn Trung ương tại Bắc Thái để đáp ứng yêu cầu đặc thù công tác Đoàn miền núi.
Khi hai miền Việt Nam thống nhất, Trường Đoàn Trung ương II ra đời đặt tại Thủ Đức - Thành phố Hồ Chí Minh với nhiệm vụ là đào tạo, bồi dưỡng cán bộ Đoàn, Đội cho các tỉnh phía Nam.
Năm 1982, sau nhiều năm thực hiện chương trình đào tạo cán bộ Đoàn trình độ chính trị Trung cấp, được phép của Ban Bí thư Trung ương Đảng, Trường thí nghiệm đào tạo hệ cao cấp 4 năm với chuyên ngành là lịch sử. Từ đó trường đổi tên thành Trường Đoàn cao cấp.
Năm 1991, Trường đổi tên thành trường Cán bộ thanh thiếu niên Trung ương trên cơ sở hợp nhất cơ sở đào tạo tại Hà Nội và cơ sở đào tạo tại Thành phố Hồ Chí Minh để phù hợp với sự chuyển đổi cơ chế quản lý kinh tế và mở rộng nhiệm vụ đào tạo. Từ thời điểm này trường có thêm nhiệm vụ đào tạo, bồi dưỡng cán bộ cho Hội Liên hiệp thanh niên Việt Nam, Hội sinh viên Việt Nam.
Năm 1995, Học viện Thanh thiếu niên Việt Nam được thành lập trên cơ sở tổ chức lại hệ thống đào tạo, nghiên cứu và thông tin khoa học của Trung ương Đoàn. Học viện Thanh thiếu niên Việt Nam được tổ chức lại dựa trên cơ sở hợp nhất 3 thành viên là: Trường cao cấp thanh niên, Viện nghiên cứu thanh niên, Phân viện miền Nam. Trường có tên chính thức là Học viện Thanh thiếu niên Việt Nam vào tháng 8 năm 1995.
Năm 2001, Ban Bí thư Trung ương Đoàn đã trình Bộ chính trị phê duyệt đề án hoàn thiện Bộ máy tổ chức của Học viện Thanh thiếu niên Việt Nam theo hướng thống nhất quản lý và nâng cao chất lượng đào tạo, nghiên cứu khoa học, thông tin khoa học về các vấn đề thanh thiếu nhi, phục vụ đắc lực hơn cho công tác Đoàn và phong trào thanh thiếu nhi cả nước.
Từ năm 2001 đến nay, Trung ương Đoàn và Học viện đã tập trung đầu tư và nâng cao chất lượng dạy và học, nâng cao chất lượng nhiên cứu và phục vụ, tăng cường đầu tư cơ sở vật chất, hoàn thiện chương trình đào tạo, từng bước đưa Học viện Thanh thiếu niên Việt Nam hoà nhập vào hệ thống giáo dục Đại học quốc dân.

## Sứ mệnh, tầm nhìn và giá trị cốt lõi
Sứ mệnh:
Đào tạo và bồi dưỡng đội ngũ cán bộ Đoàn, cung cấp nguồn cán bộ có chất lượng cho Đoàn TNCS Hồ Chí Minh và hệ thống chính trị; đào tạo đại học, sau đại học cung cấp nguồn nhân lực chất lượng cao đáp ứng nhu cầu của xã hội; nghiên cứu, cung cấp các luận cứ về khoa học và thực tiễn cho Trung ương Đoàn quyết định các chủ trương về công tác đoàn và phong trào thanh thiếu nhi.
Tầm nhìn:
Đến năm 2045, Học viện Thanh thiếu niên Việt Nam phấn đấu trở thành cơ sở đào tạo đại học trong nhóm đầu, có uy tín ở Việt Nam; đào tạo, bồi dưỡng đội ngũ cán bộ Đoàn, lãnh đạo trẻ có chất lượng cho Đoàn TNCS Hồ Chí Minh, hệ thống chính trị và đáp ứng nguồn nhân lực của xã hội; nâng cao chất lượng nghiên cứu khoa học và tính ứng dụng trong hoạt động đào tạo và bồi dưỡng.
Giá trị cốt lõi:
Chất lượng - Tiên phong - Sáng tạo

## Đào tạo

### Các khoa
- Khoa Công tác Thanh Thiếu niên
- Khoa Công tác Xã hội
- Khoa Chính trị học
- Khoa Cơ bản
- Khoa Luật

### Các ngành
- Công tác Thanh thiếu niên
- Công tác Xã hội
- Quan hệ Công chúng
- Tâm lí học
- Luật
- Quản lí nhà nước
- Xây dựng Đảng và Chính quyền Nhà nước

## Thành tích
- Huân chương Lao động Hạng ba (năm 1981)[4]
- Huân chương Tự do Hạng nhất (năm 1983 - Nhà nước Cộng hòa Dân chủ Nhân dân Lào)
- Huân chương Lao động Hạng nhì (năm 1986)
- Huân chương Lao động Hạng nhất (năm 1991)
- Huân chương Độc lập Hạng ba (năm 2001)
- Huân chương Độc lập Hạng nhì (năm 2006)
- Huân chương Độc lập Hạng nhì (năm 2016 - Lần 2)